# レイチェル・ヘンリー
レイチェル・ヘンリー（Rachael Henley、1988年 - ）は、イギリスの女優。イングランド、ウェスト・ヨークシャーのイルクレー出身。ジョージー・ヘンリーの姉で、3人姉妹の長女。

## 来歴
『ナルニア国物語/第1章:ライオンと魔女』で成長したルーシー・ペベンシーを演じた。
ブラッドフォード・グラマー・スクールを卒業し、現在は大学に通っている。

## 出演作

### 映画
| 公開年 | 作品名                              | 役名                 | 備考 |
| ------ | ----------------------------------- | -------------------- | ---- |
| 2005年 | ナルニア国物語/第1章:ライオンと魔女 | ルーシー・ペベンシー |      |